# Dialineura anilis
Dialineura anilis är en tvåvingeart som först beskrevs av Carl von Linné 1761.  Dialineura anilis ingår i släktet Dialineura och familjen stilettflugor. Inga underarter finns listade i Catalogue of Life.